# Franz Wilhelm von Wartenberg
 Franz Wilhelm von Wartenberg (né le 1er mars 1593 à Munich en duché de Bavière et mort le 1er décembre 1661 à Ratisbonne) est un cardinal allemand du XVIIe siècle. Il est le fils aîné du prince Ferdinand de Bavière, fils d'Albert V de Bavière, de son mariage morganique avec Maria Pettenbeck.

## Biographie
Franz Wilhelm von Wartenberg est prévôt de l'église collégiale d'Alt-Attingen et de la cathédrale de Ratisbonne et chanoine du chapitre de Freising. Il est élu prince-évêque d'Osnabruck en 1625. Le pape Urbain VIII lui attribua en outre les diocèses de Verden et de Minden en 1630. En 1633, Osnabrück capitula devant les Suédois et Wartenberg dut céder sa place à Gustave de Wasaburg, fils illégitime de Gustave Adolphe.
En 1642 il est élu coadjuteur de Ratisbonne, où il succède en 1649 et il est nommé vicaire apostolique de Brême en 1645. A ce titre, il est l'un des plénipotentiaires qui ratifient les Traités de Westphalie qui mettent fin à la terrible guerre de Trente Ans.
Le pape Alexandre VII le crée cardinal lors du consistoire du 5 avril 1660. Il meurt avant de recevoir son titre.
Franz Wilhelm von Wartenberg a été enterré dans la collégiale d’Altötting. Son cœur a été enterré séparément et est situé dans la chapelle Grace d'Altötting.

### Sources
- Fiche du cardinal sur le site fiu.edu